# Drupadia unicolor
Drupadia unicolor är en fjärilsart som beskrevs av Otto Staudinger 1889. Drupadia unicolor ingår i släktet Drupadia och familjen juvelvingar. Inga underarter finns listade i Catalogue of Life.